# Ramón Marsal
Ramón Marsal Ribó, (Madrid; 12 de diciembre de 1934 - ibidem; 22 de enero de 2007), fue un futbolista español que jugaba como delantero. Era un jugador de reconocida calidad al que una lesión de rodilla cortó su progresión con apenas 24 años y que terminó por provocar su retirada. En el Real Madrid Club de Fútbol, equipo en el que formó, se le recuerda por haber sido integrante del «Madrid de las cinco Copas de Europa», por su facilidad en el regate, o por ser autor de goles de bella factura como el logrado el 17 de noviembre de 1957 frente al Athletic Club, denominado como «el gol del minuto largo», exagerando el tiempo que estuvo regateando rivales hasta que marcó.

## Trayectoria

### Clubes
Estadísticas de clubes.
| Club                                | País   | Año     |
| ----------------------------------- | ------ | ------- |
| Cantera del Real Madrid C. F.       | España | 1948-52 |
| A. D. Plus Ultra                    | España | 1952-53 |
| Hércules Club de Fútbol (cesión)    | España | 1953-54 |
| Real Murcia Club de Fútbol (cesión) | España | 1954-55 |
| Real Madrid Club de Fútbol          | España | 1954-62 |
| Levante Unión Deportiva (cesión)    | España | 1959-60 |
| A. D. Plus Ultra                    | España | 1960-62 |
| Real Murcia Club de Fútbol          | España | 1962-65 |
| Club de Fútbol Base Abarán (cesión) | España | 1964-65 |

## Palmarés

### Torneos nacionales
| Título             | Club              | Año  |
| ------------------ | ----------------- | ---- |
| Campeonato de Liga | Real Madrid C. F. | 1957 |
| Campeonato de Liga | Real Madrid C. F. | 1958 |
| Campeonato de Liga | Real Madrid C. F. | 1961 |

### Torneos internacionales
| Título                | Club              | Año  |
| --------------------- | ----------------- | ---- |
| Copa de Europa        | Real Madrid C. F. | 1956 |
| Copa de Europa        | Real Madrid C. F. | 1957 |
| Copa Latina           | Real Madrid C. F. | 1957 |
| Copa de Europa        | Real Madrid C. F. | 1958 |
| Copa de Europa        | Real Madrid C. F. | 1959 |
| Copa de Europa        | Real Madrid C. F. | 1960 |
| Copa Intercontinental | Real Madrid C. F. | 1960 |

## Internacionalidades
- 1 vez internacional con España.
- Debutó con la selección española en Madrid el 13 de abril de 1958 contra Portugal.